# Bulbophyllum pulchellum
Bulbophyllum pulchellum är en orkidéart som beskrevs av Henry Nicholas Ridley. Bulbophyllum pulchellum ingår i släktet Bulbophyllum och familjen orkidéer. Inga underarter finns listade i Catalogue of Life.